# 北小路氏 (二条家諸大夫)
北小路氏（きたのこうじし）は、二条家の諸大夫や典薬寮医師を務めた氏族。

## 概要

### 二条家諸大夫
二条家の諸大夫を務めた北小路氏初代の北小路俊恒は、元来中川氏を名乗っており、宇多源氏流五辻家の庶流である慈光寺家の庶流であった。慈光寺家の7代目当主・慈光寺師仲の養子（卜部兼任の子）であった中川俊臣の孫に当たる俊恒の頃に、主君の二条綱平の命によって氏を大江氏に改めて家名を北小路家へと改めることとなった。

### 典薬寮医師家
典薬寮医師を代々務めた北小路家は、『地下家伝』では二条家司の北小路家の出身とされる。初代の北小路守定は元は安芸氏を名乗っており、足利義詮の側室・紀良子出産を成功させたことから、代々将軍家の産事に関わるようになった。また応永年間に足利義満に参座している。2代目・守家、3代目・守宣、4代目・守貞・5代目・貞徳、6代目・貞家もそれぞれ室町将軍に参座しており、守宣や11代目・貞辰、12代目・ 貞𠘑、13代目・ 貞知は禁裏にも参内している。